# Burchardia
Burchardia ist die einzige Gattung der Tribus Burchardieae innerhalb der Pflanzenfamilie der Zeitlosengewächse (Colchicaceae). Die etwa sechs Arten sind in Australien verbreitet.

## Beschreibung

### Erscheinungsbild und Blätter
Burchardia-Arten wachsen als ausdauernde krautige Pflanzen. Diese Geophyten bilden als Speicherorgane unterirdische Sprossknollen, die mit pergamentartigen Schuppen bedeckt sind. Die Wurzeln können knollig sein. Die oberirdischen Pflanzenteile sind kahl. Die aufrechten Stängel sind beblättert.
Es sind meist ein bis fünf grundständige, selten wechselständig, spiralig oder zweizeilig am Stängel angeordnete, sitzende Laubblätter vorhanden, die in Blattscheide und Blattspreite gegliedert sind. Die einfache Blattspreite ist gefaltet, linealisch oder lanzettförmig und parallelnervig.

### Blütenstände und Blüten
Der Blütenstandsschaft ist einfach oder besitzt eine bis vier Verzweigungen. Ein bis vier Tragblätter stehen unter dem Blütenstand. Die Blüten stehen selten einzeln oder meist zu bis zu zwanzig in endständigen, doldigen Blütenständen zusammen. Es sind Blütenstiele vorhanden. Deckblätter fehlen.
Die zwittrigen Blüten sind radiärsymmetrisch und dreizählig. Die sechs gleichgestaltigen Blütenhüllblätter sind frei. Die Farbe der Blütenhüllblätter ist je nach Art grün bis grünlich oder weiß bis rosafarben. Nahe der Basis der Blütenhüllblätter sind meist Nektarien vorhanden. Es sind zwei Kreise mit je drei fertilen Staubblättern vorhanden. Die an der Basis der Blütenhüllblätter inserierten, untereinander freien Staubfäden sind kurz und etwas flach. Die dorsifixen, frei beweglichen Staubbeutel sind nach außen gebogen und öffnen sich mit Längsschlitzen. Drei Fruchtblätter sind zu einem oberständigen, dreikammerigen Fruchtknoten verwachsen. Jede Fruchtknotenkammer enthält in zentralwinkelständiger Plazentation einige Samenanlagen. Der kurze Griffel spaltet sich in drei Griffeläste auf.

### Früchte und Samen
Die septizidalen Kapselfrüchte enthalten einige Samen. Die kantigen Samen enthalten ölhaltiges Endosperm und besitzen eine durch Phytomelane braune Samenschale (Testa). Der gerade Embryo besitzt ein Keimblatt (Kotyledon).

## Systematik und Verbreitung
Die Gattung Burchardia wurde 1810 durch Robert Brown in Prodromus Florae Novae Hollandiae. S. 272. aufgestellt. Der Gattungsname Burchardia ehrt den deutschen Arzt und Stadtphysikus in Wolfenbüttel Johann Heinrich Burckhard (1676–1738), den Bruder von Johann Georg Burckhard. Typusart ist Burchardia umbellata R.Br. Synonyme für Burchardia R.Br. sind Reya Kuntze und Burckhardia T.Post & Kuntze orth. var. Burchardia R.Br. ist entsprechend ICBN-Regeln (Vienna ICBN Art. 14 & App. III) konserviert (nom. cons.) gegenüber dem Parahomonym (Vienna ICBN Art. 53.3) Burcardia Heist. ex Duhamel 1755 nom. rej. Ein weiteres Homonym ist Burchardia Neck. veröffentlicht in Noël Martin Joseph de Necker: Elementa botanica .... 2, 1790, S. 76 als Gattung innerhalb der Myrtaceae.
Burchardia ist die einzige Gattung der Tribus Burchardieae J.C.Manning & Vinn. innerhalb der Familie Colchicaceae DC.; sie wurde früher in die Familien Burchardiaceae Takht., Liliaceae und Uvulariaceae eingeordnet. Die Tribus Burchardieae wurde durch Annika Vinnersten und John C. Manning in A new classification of Colchicaceae. In: Taxon. Volume 56, Issue 1, 2007, S. 163–169 aufgestellt.
Von den sechs Burchardia-Arten kommen fünf nur in Western Australia vor und eine ist in allen australischen Bundesstaaten außer Northern Territory und Western Australia weitverbreitet.
Es gibt etwa sechs Burchardia-Arten:
- Burchardia bairdiae Keighery: Sie kommt in Western Australia vor.[1]
- Burchardia congesta Lindl. (Syn.: Burchardia rigida Gand.): Sie kommt in Western Australia vor.[1]
- Burchardia monantha Domin: Sie kommt in Western Australia vor.[1]
- Burchardia multiflora Lindl.: Sie kommt in Australien vor.[1]
- Burchardia rosea Keighery: Sie kommt in Western Australia vor.[1]
- Burchardia umbellata R.Br. (Syn.: Burchardia rigida Gand.): Sie kommt in Australien in South Australia, Queensland, New South Wales, Victoria im Australian Capital Territory und in Tasmanien vor.[1]

## Nutzung
Von Burchardia umbellata werden die unterirdischen Pflanzenteile roh oder gegart gegessen. Der Geschmack ist nicht klassifizierbar. Es ist ähnlich viel Stärke wie in rohen Kartoffeln enthalten.